# Charles Immanuel Forsyth Major
Charles Immanuel Forsyth Major (Glasgow, 1843. augusztus 15. – München, 1923. március 25.) svájci zoológus és paleontológus, aki főleg a gerincesek terén tevékenykedett. Zoológiai szakmunkákban nevének rövidítése: „Forsyth Major”., vagy csak egyszerű Major.

## Élete
Forsyth Major Glasgowban született és a svájci bázeli és zürichi egyetemeken, később pedig a németországi Göttingenben tanult. Az orvosi érettségit 1868-ban Bázelben tette le. Ezek után az olaszországi Firenzében orvosként tevékenykedett.
Mint sok más korai természettudós, a szabadidejét a fosszilis emlősök tanulmányozásával töltötte. Az első munkáját 1872-ben adták ki, és ez a fosszilis főemlősökről szólt. 1877-ben az olasz kormány támogatásával, fosszíliákat kezdett gyűjteni Calabriából, Korzikából, Szardíniából és Szicíliából. 1886-ban felhagyott az orvoslással és a görög-szigetvilágon talált fosszíliákat kezdte tanulmányozni. A felfedezett maradványokat a lausannei College Galliard-ba, illetve a londoni Természettudományi Múzeumba küldte el. Forsyth Major kutatói tevékenységének köszönhetően a londoni múzeum számos madagaszkári anyaggal bővült. Madagaszkáron Major elmélyült az élő és kihalt makifélék (Lemuridae) tanulmányozásában. Ő felfedezte az új megaladapifélék (Megaladapidae) családját, továbbá a család legnagyobb képviselőjét, a Megaladapis madagascariensist. Ezek mellett Lepilemur és Cheirogaleus nemekben leírt öt új fajt. A sok felfedezés egy madagaszkári expedícióhoz vezetett. Az expedíciót az angol Royal Society tervezte meg. A felfedezőutat Lionel Walter Rothschild, Frederick DuCane Godman, Sir Henry Peek és Forsyth Major finanszírozta. A felfedezőút 1894. július 15-én kezdődött és 1896. augusztus 30-án ért véget. A tudósok két év alatt 73 ládányi anyagot gyűjtöttek össze.

## Charles Immanuel Forsyth Major által alkotott és/vagy megnevezett taxonok
Az alábbi linkben megnézhető Charles Immanuel Forsyth Major taxonjainak egy része.

## Fordítás
- Ez a szócikk részben vagy egészben  a   Charles Immanuel Forsyth Major című angol Wikipédia-szócikk ezen változatának fordításán alapul.  Az eredeti cikk szerkesztőit annak laptörténete sorolja fel. Ez a jelzés csupán a megfogalmazás eredetét és a szerzői jogokat jelzi, nem szolgál a cikkben szereplő információk forrásmegjelöléseként.